# Нойнкирхен (Вестервальд)
Нойнкирхен (нем. Neunkirchen) — община в Германии, в земле Рейнланд-Пфальц.
Входит в состав района Вестервальд. Подчиняется управлению Реннерод. Население составляет 580 человек (на 31 декабря 2010 года). Занимает площадь 6,61 км².